# Valentin Stănescu
Valentin Stănescu, né le 20 novembre 1922 à Bucarest en Roumanie et mort le 4 avril 1994, était un joueur et entraîneur de football roumain.

## Biographie

### Carrière d'entraîneur
- 1959-1963 : Metalul Târgoviște (remontée en première division)
- 1963-1968 : Rapid Bucarest (deux Coupe des Balkans des clubs, un championnat)
- 1968-1971 : Steagul Roșu Brașov (remontée en première division)
- 1976-1978 : Petrolul Ploiești (remontée en première division)
- 1979-1980 : Universitatea Craiova (un championnat)
- 1980-1981 : Équipe de Roumanie de football (une Coupe des Balkans des nations, ils battent l'Angleterre à Bucarest)
- 1981-1982 : FC Dinamo Bucarest (un championnat)
- 1982-1984 : Rapid Bucarest (remontée en première division)

### Anecdotes
- Le Stadionul Giulești-Valentin Stănescu, stade du Rapid Bucarest, est appelé ainsi en son honneur.